# Peter Beyer
Peter Beyer (9 de mayo de 1952 (72 años) es un profesor alemán de biología celular en la Facultad de Biología de la Universidad de Friburgo. Es conocido principalmente por ser coinventor del arroz dorado, junto con Ingo Potrykus de la ETH Zurich.

## Algunas publicaciones
- The Golden Rice patent. Beyer P and Potrykus I. Method for improving the agronomic and nutritional value of plants EP1159428 B1, 5. diciembre de 2001.

- Ye X, Al-Babili S, Klöti A, Zhang J, Lucca P. Beyer P, Potrykus I (2000) Engineering the provitamin A (beta-carotene) biosynthetic pathway into (carotenoid-free) rice endosperm. Science 287:303-305.

- S. Al-Babili. P. Beyer: Golden Rice – five years on the road – five years to go? In: Trends in Plant Science. 12/10/2005 S. 565-573

## Honores

### Galardones
- 2002 Premio Europeo de Ciencias[1]

- 2006 Votado como “Most notable and influential people in agricultural, environmental or industrial biotech research of the last ten years” × the readers of Nature Biotechnology[2]